# Anorquia

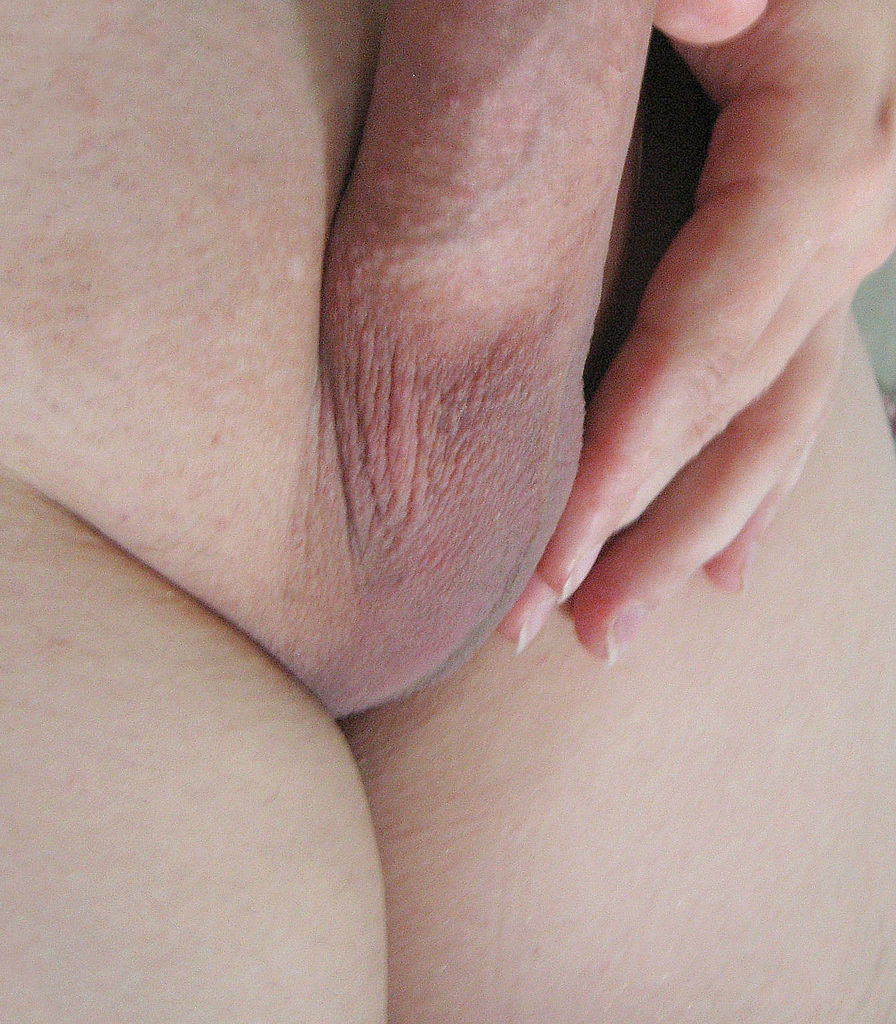
Bolsa escrotal sem testículos

Anorquia, anorquidia ou anorquismo (do grego an-, sem e orchidia, testículos) é um distúrbio do desenvolvimento sexual no qual um indivíduo com cariótipo XY, que corresponde ao sexo masculino, não tem testículos.

## Tipos
- Anorquia congênita: Algumas semanas após a fertilização, o embrião desenvolve gônadas rudimentares (testículos), que produzem hormônios responsáveis pelo desenvolvimento do sistema reprodutivo. Se os testículos não se desenvolvem o bebê desenvolverá genitalia feminina (síndrome de Swyer). Se os testículos começarem a se desenvolver apenas parcialmente ou deixarem de funcionar entre 8 e 10 semanas, o bebê terá genitalia ambígua ao nascer. No entanto, se os testículos forem perdidos após 14 semanas, o bebê terá órgãos genitais masculinos parciais com notável ausência de gônadas.
- Anorquia traumática: Torção de testículo, torção do cordão espermático ou golpe testicular violento que não sejam tratados cirurgicamente a tempo podem causar perda permanente do testículo.
- Anorquia cirúrgica: Ao nascer os testículos podem demorar até um ano para descerem à bolsa escrotal (ver criptorquia). Quando não descem naturalmente nem foram colocados no lugar cirurgicamente no primeiro ano de vida devem ser removidos cirurgicamente, pois não produzem hormônios sexuais masculinizantes e podem sofrer transformação maligna.

## Tratamento
Pode ocorrer disforia de gênero em indivíduos portadores do distúrbio, dada a ausência dos hormônios masculinizadores necessários para o desenvolvimento sexual e mental normal durante a infância e adolescência, bem como sua manutenção na fase adulta.
É fortemente recomendada a suplementação com andrógenos para que ocorra o desenvolvimento normal das características sexuais secundárias masculinas, e também visando o bem-estar mental do paciente. Também pode ser feito um implante de prótese testicular, normalmente feita de silicone, para amenizar eventual desconforto estético.